# Korona węgierska (atrybut)

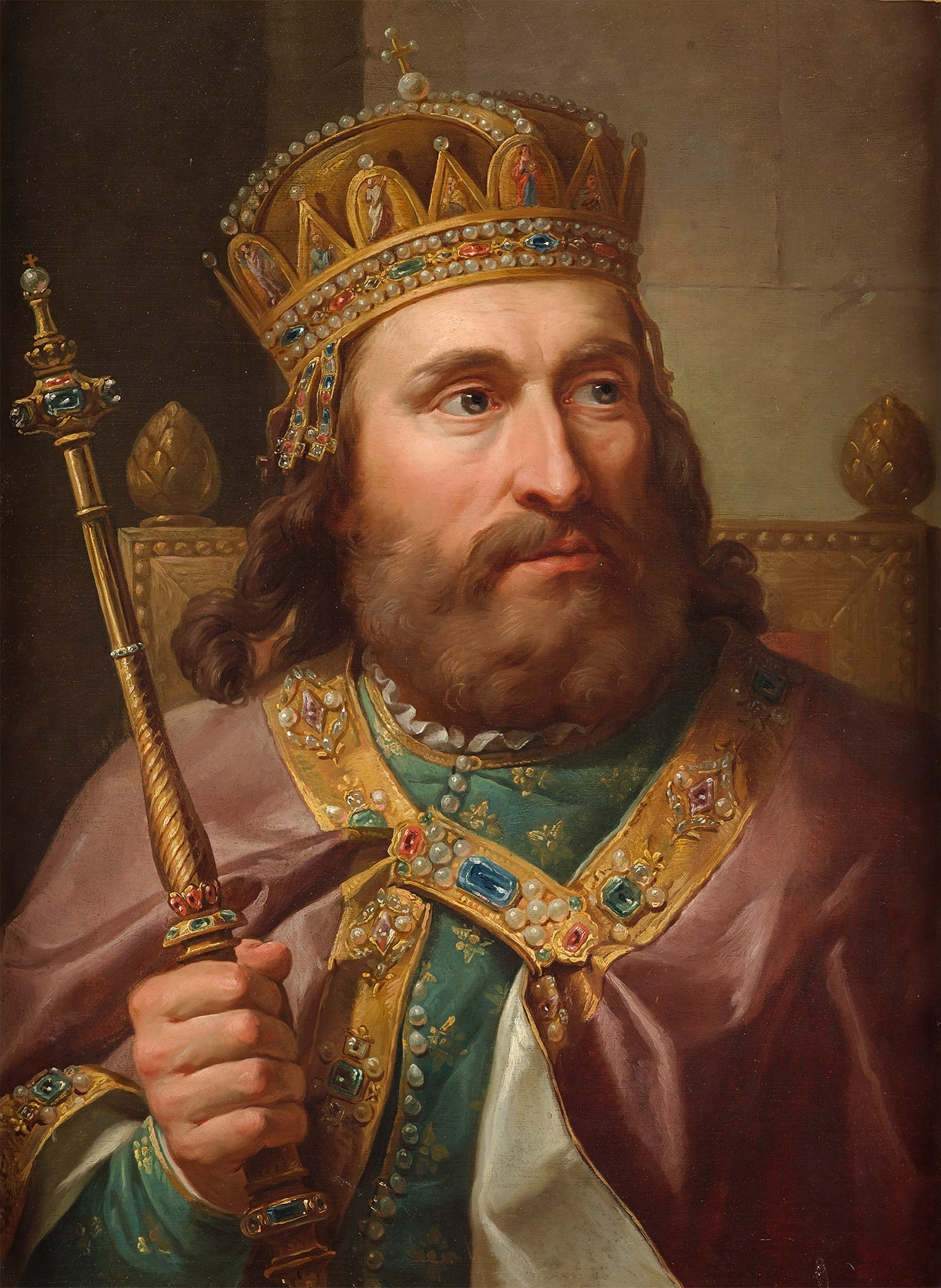
Portret Ludwika Węgierskiego w koronie węgierskiej

Korona węgierska – korona koronacyjna Stefana Batorego, wcześniej insygnium prywatne Jana Zapolyi, Jana Zygmunta Zapolyi i Zygmunta II Augusta.
Została wykonana w XVI wieku na wzór korony Świętego Stefana jako korona prywatna króla Węgier, Jana Zapolyi. W 1540 roku stała się własnością jego syna Jana Zygmunta, a gdy ten zmarł w 1571 roku, odziedziczył ją po nim Zygmunt II August.
Król polski traktował koronę węgierską jako rodzinną pamiątkę i przechowywał w prywatnym skarbcu na zamku w Tykocinie. W 1572 roku, gdy zmarł ostatni z Jagiellonów insygnium to posłużyło jako korona egzekwialna podczas uroczystości pogrzebowych Zygmunta II Augusta w Knyszynie.
Po śmierci króla właścicielką korony węgierskiej została Anna Jagiellonka. Gdy w 1576 roku wraz ze Stefanem Batorym została powołana przez szlachtę do objęcia tronu, nie uzyskała poparcia polskich senatorów z Jakubem Uchańskim na czele. Sprzeciw prymasa i jego stronników spowodował, że strażnik Skarbca Koronnego na Wawelu odmówił wydania polskich insygniów koronacyjnych Stefanowi Batoremu i Annie, gdy ci przybyli do Krakowa w celu odbycia koronacji. Nie mogąc posłużyć się koroną Chrobrego, Stefan Batory użył zastępczo korony węgierskiej, którą ofiarowała mu królowa.
Po odbyciu sejmu koronacyjnego Stefan Batory przekazał koronę węgierską wraz z innymi insygniami do skarbca na Wawelu, gdzie była przechowywana do października 1795 roku. Później skradziona przez żołnierzy pruskich znalazła się w zbiorach Hohenzollernów w Berlinie. Po 1809 roku została zniszczona tak jak większość polskich regaliów.
Korona węgierska wykonana była w formie obręczy, od góry przykrytej dwoma szerokimi kabłąkami, z globem i krzyżykiem na ich skrzyżowaniu. Ozdobiona sterczynkami, emaliowanymi plakietkami, wisiorkami oraz drogocennymi kamieniami.

## Literatura
- Jerzy Lileyko. Regalia Polskie. Warszawa 1987. ISBN 83-03-02021-8
- Janusz Miniewicz. Tajemnica polskich koron. Czy jest szansa ich odnalezienia?. Nowy Sącz 2006. ISBN 83-924034-2-8
- Michał Rożek. Polskie koronacje i korony. Kraków 1987. ISBN 83-03-01914-7